# Hypsocephalus nesiotes
Hypsocephalus nesiotes är en spindelart som först beskrevs av Simon 1914.  Hypsocephalus nesiotes ingår i släktet Hypsocephalus och familjen täckvävarspindlar. Inga underarter finns listade i Catalogue of Life.